# Gorliz
Gorliz – gmina w Hiszpanii, w prowincji Biskaja, w Kraju Basków, o powierzchni 10,19 km². W 2011 roku gmina liczyła 5532 mieszkańców.